# Zentralisierung (Vokal)
|                                                           | vorne                                                           |                                                                 | zentral                                                         |                                                                 | hinten                                                          |
| geschlossen                                               | \| i•y ɨ•ʉ ɯ•u ɪ•ʏ ʊ e•ø ɘ•ɵ ɤ•o ə ɛ•œ ɜ•ɞ ʌ•ɔ æ ɐ a•ɶ a̱ ɑ•ɒ \| | \| i•y ɨ•ʉ ɯ•u ɪ•ʏ ʊ e•ø ɘ•ɵ ɤ•o ə ɛ•œ ɜ•ɞ ʌ•ɔ æ ɐ a•ɶ a̱ ɑ•ɒ \| | \| i•y ɨ•ʉ ɯ•u ɪ•ʏ ʊ e•ø ɘ•ɵ ɤ•o ə ɛ•œ ɜ•ɞ ʌ•ɔ æ ɐ a•ɶ a̱ ɑ•ɒ \| | \| i•y ɨ•ʉ ɯ•u ɪ•ʏ ʊ e•ø ɘ•ɵ ɤ•o ə ɛ•œ ɜ•ɞ ʌ•ɔ æ ɐ a•ɶ a̱ ɑ•ɒ \| | \| i•y ɨ•ʉ ɯ•u ɪ•ʏ ʊ e•ø ɘ•ɵ ɤ•o ə ɛ•œ ɜ•ɞ ʌ•ɔ æ ɐ a•ɶ a̱ ɑ•ɒ \| |
| fast geschlossen                                          | \| i•y ɨ•ʉ ɯ•u ɪ•ʏ ʊ e•ø ɘ•ɵ ɤ•o ə ɛ•œ ɜ•ɞ ʌ•ɔ æ ɐ a•ɶ a̱ ɑ•ɒ \| | \| i•y ɨ•ʉ ɯ•u ɪ•ʏ ʊ e•ø ɘ•ɵ ɤ•o ə ɛ•œ ɜ•ɞ ʌ•ɔ æ ɐ a•ɶ a̱ ɑ•ɒ \| | \| i•y ɨ•ʉ ɯ•u ɪ•ʏ ʊ e•ø ɘ•ɵ ɤ•o ə ɛ•œ ɜ•ɞ ʌ•ɔ æ ɐ a•ɶ a̱ ɑ•ɒ \| | \| i•y ɨ•ʉ ɯ•u ɪ•ʏ ʊ e•ø ɘ•ɵ ɤ•o ə ɛ•œ ɜ•ɞ ʌ•ɔ æ ɐ a•ɶ a̱ ɑ•ɒ \| | \| i•y ɨ•ʉ ɯ•u ɪ•ʏ ʊ e•ø ɘ•ɵ ɤ•o ə ɛ•œ ɜ•ɞ ʌ•ɔ æ ɐ a•ɶ a̱ ɑ•ɒ \| |
| halbgeschlossen                                           | \| i•y ɨ•ʉ ɯ•u ɪ•ʏ ʊ e•ø ɘ•ɵ ɤ•o ə ɛ•œ ɜ•ɞ ʌ•ɔ æ ɐ a•ɶ a̱ ɑ•ɒ \| | \| i•y ɨ•ʉ ɯ•u ɪ•ʏ ʊ e•ø ɘ•ɵ ɤ•o ə ɛ•œ ɜ•ɞ ʌ•ɔ æ ɐ a•ɶ a̱ ɑ•ɒ \| | \| i•y ɨ•ʉ ɯ•u ɪ•ʏ ʊ e•ø ɘ•ɵ ɤ•o ə ɛ•œ ɜ•ɞ ʌ•ɔ æ ɐ a•ɶ a̱ ɑ•ɒ \| | \| i•y ɨ•ʉ ɯ•u ɪ•ʏ ʊ e•ø ɘ•ɵ ɤ•o ə ɛ•œ ɜ•ɞ ʌ•ɔ æ ɐ a•ɶ a̱ ɑ•ɒ \| | \| i•y ɨ•ʉ ɯ•u ɪ•ʏ ʊ e•ø ɘ•ɵ ɤ•o ə ɛ•œ ɜ•ɞ ʌ•ɔ æ ɐ a•ɶ a̱ ɑ•ɒ \| |
| mittel                                                    | \| i•y ɨ•ʉ ɯ•u ɪ•ʏ ʊ e•ø ɘ•ɵ ɤ•o ə ɛ•œ ɜ•ɞ ʌ•ɔ æ ɐ a•ɶ a̱ ɑ•ɒ \| | \| i•y ɨ•ʉ ɯ•u ɪ•ʏ ʊ e•ø ɘ•ɵ ɤ•o ə ɛ•œ ɜ•ɞ ʌ•ɔ æ ɐ a•ɶ a̱ ɑ•ɒ \| | \| i•y ɨ•ʉ ɯ•u ɪ•ʏ ʊ e•ø ɘ•ɵ ɤ•o ə ɛ•œ ɜ•ɞ ʌ•ɔ æ ɐ a•ɶ a̱ ɑ•ɒ \| | \| i•y ɨ•ʉ ɯ•u ɪ•ʏ ʊ e•ø ɘ•ɵ ɤ•o ə ɛ•œ ɜ•ɞ ʌ•ɔ æ ɐ a•ɶ a̱ ɑ•ɒ \| | \| i•y ɨ•ʉ ɯ•u ɪ•ʏ ʊ e•ø ɘ•ɵ ɤ•o ə ɛ•œ ɜ•ɞ ʌ•ɔ æ ɐ a•ɶ a̱ ɑ•ɒ \| |
| halboffen                                                 | \| i•y ɨ•ʉ ɯ•u ɪ•ʏ ʊ e•ø ɘ•ɵ ɤ•o ə ɛ•œ ɜ•ɞ ʌ•ɔ æ ɐ a•ɶ a̱ ɑ•ɒ \| | \| i•y ɨ•ʉ ɯ•u ɪ•ʏ ʊ e•ø ɘ•ɵ ɤ•o ə ɛ•œ ɜ•ɞ ʌ•ɔ æ ɐ a•ɶ a̱ ɑ•ɒ \| | \| i•y ɨ•ʉ ɯ•u ɪ•ʏ ʊ e•ø ɘ•ɵ ɤ•o ə ɛ•œ ɜ•ɞ ʌ•ɔ æ ɐ a•ɶ a̱ ɑ•ɒ \| | \| i•y ɨ•ʉ ɯ•u ɪ•ʏ ʊ e•ø ɘ•ɵ ɤ•o ə ɛ•œ ɜ•ɞ ʌ•ɔ æ ɐ a•ɶ a̱ ɑ•ɒ \| | \| i•y ɨ•ʉ ɯ•u ɪ•ʏ ʊ e•ø ɘ•ɵ ɤ•o ə ɛ•œ ɜ•ɞ ʌ•ɔ æ ɐ a•ɶ a̱ ɑ•ɒ \| |
| fast offen                                                | \| i•y ɨ•ʉ ɯ•u ɪ•ʏ ʊ e•ø ɘ•ɵ ɤ•o ə ɛ•œ ɜ•ɞ ʌ•ɔ æ ɐ a•ɶ a̱ ɑ•ɒ \| | \| i•y ɨ•ʉ ɯ•u ɪ•ʏ ʊ e•ø ɘ•ɵ ɤ•o ə ɛ•œ ɜ•ɞ ʌ•ɔ æ ɐ a•ɶ a̱ ɑ•ɒ \| | \| i•y ɨ•ʉ ɯ•u ɪ•ʏ ʊ e•ø ɘ•ɵ ɤ•o ə ɛ•œ ɜ•ɞ ʌ•ɔ æ ɐ a•ɶ a̱ ɑ•ɒ \| | \| i•y ɨ•ʉ ɯ•u ɪ•ʏ ʊ e•ø ɘ•ɵ ɤ•o ə ɛ•œ ɜ•ɞ ʌ•ɔ æ ɐ a•ɶ a̱ ɑ•ɒ \| | \| i•y ɨ•ʉ ɯ•u ɪ•ʏ ʊ e•ø ɘ•ɵ ɤ•o ə ɛ•œ ɜ•ɞ ʌ•ɔ æ ɐ a•ɶ a̱ ɑ•ɒ \| |
| offen                                                     | \| i•y ɨ•ʉ ɯ•u ɪ•ʏ ʊ e•ø ɘ•ɵ ɤ•o ə ɛ•œ ɜ•ɞ ʌ•ɔ æ ɐ a•ɶ a̱ ɑ•ɒ \| | \| i•y ɨ•ʉ ɯ•u ɪ•ʏ ʊ e•ø ɘ•ɵ ɤ•o ə ɛ•œ ɜ•ɞ ʌ•ɔ æ ɐ a•ɶ a̱ ɑ•ɒ \| | \| i•y ɨ•ʉ ɯ•u ɪ•ʏ ʊ e•ø ɘ•ɵ ɤ•o ə ɛ•œ ɜ•ɞ ʌ•ɔ æ ɐ a•ɶ a̱ ɑ•ɒ \| | \| i•y ɨ•ʉ ɯ•u ɪ•ʏ ʊ e•ø ɘ•ɵ ɤ•o ə ɛ•œ ɜ•ɞ ʌ•ɔ æ ɐ a•ɶ a̱ ɑ•ɒ \| | \| i•y ɨ•ʉ ɯ•u ɪ•ʏ ʊ e•ø ɘ•ɵ ɤ•o ə ɛ•œ ɜ•ɞ ʌ•ɔ æ ɐ a•ɶ a̱ ɑ•ɒ \| |
| i•y ɨ•ʉ ɯ•u ɪ•ʏ ʊ e•ø ɘ•ɵ ɤ•o ə ɛ•œ ɜ•ɞ ʌ•ɔ æ ɐ a•ɶ a̱ ɑ•ɒ |                                                                 |                                                                 |                                                                 |                                                                 |                                                                 |

| i•y ɨ•ʉ ɯ•u ɪ•ʏ ʊ e•ø ɘ•ɵ ɤ•o ə ɛ•œ ɜ•ɞ ʌ•ɔ æ ɐ a•ɶ a̱ ɑ•ɒ |

In der Linguistik steht Zentralisierung (auch Schwächung, Vokalabschwächung, Vokalschwächung, Vokalreduktion oder Vokalverdumpfung) von Vokalen für die horizontale Verlagerung des höchsten Teils des Zungenrückens (Dorsums) nach vorn oder nach hinten in den Bereich eines Zentralvokals wie [⁠ə⁠] (Schwa), [⁠ɐ⁠], [⁠ɨ⁠], [⁠ʉ⁠] usw.
Unter Zentralisierung zur Mitte (engl. mid-centralization) versteht man eine Verlagerung hin zum mittleren Zentralvokal [⁠ə⁠], wobei sich auch die vertikale Zungenlage nach oben oder unten diesem Vokal annähert. Ein zur Mitte hin zentralisiertes [⁠u⁠] wäre dementsprechend in Richtung [⁠ʊ⁠] verlagert, ein zentralisiertes [⁠u⁠] dagegen in Richtung  [⁠ʉ⁠].
Beispiele:
- die häufige Vokalreduktion zu unbetontem /ə/ im Englischen, zum Beispiel betont: I said ‘at’ /ˈæt/, not ‘in’. – Unbetont: They’re at /ət/ lunch.
- das unbetonte e in deutschen Endsilben, das auf unterschiedliche althochdeutsche Vokale zurückgeht

Im Internationalen Phonetischen Alphabet werden diese beiden Formen der Vokalverlagerung durch die Diakritika ◌̈ (Unicode COMBINING DIAERESIS U+0308) für die Zentralisierung und ◌̽ (Unicode COMBINING X ABOVE U+033D) für die Zentralisierung zur Mitte hin markiert.
 Unter Vokalschwächung in Innensilben versteht man die Umwandlung eines starken Vokales bei Anfügen eines Präfixes zu einem schwächeren solchen. Sehr häufig tritt die Binnenvokalschwächung im Lateinischen auf. Deshalb hier Beispiele aus dem Lateinischen:
- Aus facere („machen“, „tun“) und ad („hin“, „hinzu“, „zu … hin“) wird (in der Bedeutung „hinzufügen“) afficere. Aus dem starken „a“ in facere wird ein „i“. In afficere tritt zusätzlich der Effekt der Assimilation (Angleichung) auf (ad + facere → afficere).
- Genauso wird capere („ergreifen“, „fassen“) nach Anfügen des Präfixes ad zu accipere („annehmen“, „einnehmen“, „aufnehmen“). Auch hier tritt zusätzlich der Effekt der Assimilation auf.

Siehe auch:
- Artikulatorische Phonetik
- Wikibooks-Seite zur Lateinischen Grammatik